# Букетов, Андрей Викторович
Андрей Викторович Букетов (укр. Андрій Вікторович Букетов; род. 2 октября 1973, с. Тютьков) — украинский ученый в области материаловедения и технологии полимерных композиционных материалов. Доктор технических наук (2007). Лауреат Государственной премии Украины в области науки и техники (2020).

## Биография
Родился в селе Тютьков ныне Тернопольского района Тернопольской области (Украина).
Окончил Тернопольский педагогический институт (1995, ныне национальный педагогический университет). Работал учителем трудового обучения в Иосифовской общеобразовательной школе (1995, Тернопольский район).
С 2001 года — ассистент, старший преподаватель, доцент, профессор (2008) кафедры компьютерно-интегрированных технологий Тернопольского национального технического университета.
С 2012 года — Лауреат Премии Кабинета Министров Украины за особые достижения молодежи в развитии Украины (2008), стипендиат Кабинета Министров Украины для молодых ученых (2005——2007), В 2013 года — избран академиком подъемно-транспортной Академии наук Украины.
2019 года — Лауреат Государственной премии Украины в области науки и техники 2019 года (указ президента Украины № 4/2020).

## Научная деятельность
По результатам его исследований опубликовано более 450 научных работ, в том числе 12 монографий, три учебных пособия с грифом МОН, 200 статей в зарубежных и отечественных профессиональных журналах (41 входят в базу данных Scopus), 132 патента Украины.
Под научным руководством Букетова А. В. защитились 11 кандидатов технических наук и 1 доктор технических наук.

## Награды
- Заслуженный деятель науки и техники Украины (2019)[3].